# Discothyrea horni
Discothyrea horni is een mierensoort uit de onderfamilie van de Proceratiinae. De wetenschappelijke naam van de soort is voor het eerst geldig gepubliceerd in 1927 door Menozzi.